# Erich Weidinger
Erich Weidinger (* 28. Februar 1964 in Schwanenstadt, Oberösterreich) ist ein österreichischer Pädagoge, Buchhändler und Autor.

## Leben
Erich Weidinger erlernte in seiner Heimatgemeinde Seewalchen am Attersee sowie in Lenzing das Friseurhandwerk. Nach seinem Wehrdienst absolvierte er eine pädagogische Ausbildung und wirkte anschließend am Gehörloseninstitut in Linz.
Später lebte er sechs Jahre in Vorarlberg, wo er den Beruf des Buchhändlers erlernte. Zurück in Seewalchen, wo er mit seiner Frau Andrea lebt, begann er auch zu schreiben. Dort betreibt er mit seiner Frau außerdem eine Buchhandlung. Des Weiteren veranstaltet er Lesungen an Schulen in ganz Österreich, um das Lesen bei Kindern und Jugendlichen zu fördern, wobei ihm seine pädagogischen Fähigkeiten zugutekommen.

## Werke

### Monographien
- Der Zauberlehrling, G & G, Wien 2019, ISBN 978-3-7074-2287-0
- Seelenblick, Gmeiner-Verlag Meßkirch 2022, ISBN 978-3-8392-0194-7
- Seelenfriede, Gmeiner Verlag, Meßkirch 2023, ISBN 978-3-8392-0414-6
- Seelensturm, Gmeiner-Verlag, Meßkirch 2023, ISBN 978-3-8392-0508-2
- Seelenglut, Gmeiner-Verlag, Meßkirch 2024, ISBN 978-3-8392-0730-7

### Herausgeberschaften
- Die Apokryphen : verborgene Bücher der Bibel, Pattloch, Aschaffenburg 1985, ISBN 978-3-557-91319-1
- Lachet ihr Hirten : Lustiges rund um Weihnachten, Kral-Verlag, Berndorf 2015, ISBN 978-3-557-91319-1